# Badminton na Letnich Igrzyskach Olimpijskich 1996
Atlanta 1996 – Badminton

## Wyniki końcowe

### Gra pojedyncza kobiet
| Lp. | Zawodnik      | Państwo          |  |
| --- | ------------- | ---------------- |  |
| 1.  | Bang Soo-hyun | Korea Południowa |  |
| 2.  | Mia Audina    | Indonezja        |  |
| 3.  | Susi Susanti  | Indonezja        |  |
| 4.  | Kim Ji-hyun   | Korea Południowa |  |
| 5.  | Kim Ji-hyun   | Korea Południowa |  |
| 6.  | Han Jingna    | Chiny            |  |
| 7.  | Yan Yao       | Chiny            |  |
| 8.  | Ye Zhaoying   | Chiny            |  |

### Gra poj. mężczyzn
| Lp. | Zawodnik               | Państwo          |  |
| --- | ---------------------- | ---------------- |  |
| 1.  | Poul-Erik Høyer Larsen | Dania            |  |
| 2.  | Dong Jiong             | Chiny            |  |
| 3.  | Rashid Sidek           | Malezja          |  |
| 4.  | Heryanto Arbi          | Indonezja        |  |
| 5.  | Allan-Budi Kusuma      | Indonezja        |  |
| 6.  | Joko Suprianto         | Indonezja        |  |
| 7.  | Lee Kwang-jin          | Korea Południowa |  |
| 8.  | Park Sung-woo          | Korea Południowa |  |

### Gra podwójna kobiet
| Lp. | Zawodnik                       | Państwo          |  |
| --- | ------------------------------ | ---------------- |  |
| 1.  | Ge Fei / Gu Jun                | Chiny            |  |
| 2.  | Gil Young-an / Jang Hye-ok     | Korea Południowa |  |
| 3.  | Qin Yiyuan / Tang Yongshu      | Chiny            |  |
| 4.  | Helene Kirkegaar / Rikke Olsen | Dania            |  |
| 5.  |                                | Dania            |  |
| 6.  |                                | Dania            |  |
| 7.  |                                | Chiny            |  |
| 8.  |                                | Indonezja        |  |

### Gra podwójna mężczyzn
| Lp. | Zawodnik                          | Państwo          |  |
| --- | --------------------------------- | ---------------- |  |
| 1.  | Rexy Mainaky / Ricky Subagja      | Indonezja        |  |
| 2.  | Cheah Soon Kit / Yap Kim Hock     | Malezja          |  |
| 3.  | Antonius Ariantho / Denny Kantono | Indonezja        |  |
| 4.  |                                   | Malezja          |  |
| 5.  |                                   | Chiny            |  |
| 6.  |                                   | Wielka Brytania  |  |
| 7.  |                                   | Rosja            |  |
| 8.  |                                   | Korea Południowa |  |

### Miksty
| Lp. | Zawodnik                      | Państwo          |  |
| --- | ----------------------------- | ---------------- |  |
| 1.  | Kim Dony-moon / Gil Young-ah  | Korea Południowa |  |
| 2.  | Park Joo-boong / Ra Kyung-min | Korea Południowa |  |
| 3.  | Liu Jianjun / Sun Man         | Chiny            |  |
| 4.  | Chen Xingdong / Peng Xinyong  | Chiny            |  |
| 5.  |                               | Indonezja        |  |
| 6.  |                               | Indonezja        |  |
| 7.  |                               | Chiny            |  |
| 8.  | Michael Sogaard / Rikke Olsen | Dania            |  |